# Толеген-Тохтаровський сільський округ
Толеге́н-Тохта́ровський сільський округ (каз. Төлеген Тоқтаров ауылдық округі, рос. Толеген-Тохтаровский сельский округ) — адміністративна одиниця у складі Уланського району Східноказахстанської області Казахстану. Адміністративний центр — село Герасимовка.
Населення — 2207 осіб (2021; 2368 у 2009, 2174 у 1999, 2085 у 1989).
Станом на 1989 рік існувала Толеген-Тохтаровська сільська рада (села Аршали, Герасимовка, Козаче, Родовка, Тасоткель, Українка) колишнього Тавричеського району.

## Склад
До складу округу входять такі населені пункти:
| Населений пункт   | Старі назви | Населення, осіб (1989) | Населення, осіб (1999) | Населення, осіб (2009) | Населення, осіб (2021) |
| ----------------- | ----------- | ---------------------- | ---------------------- | ---------------------- | ---------------------- |
| Аршали, село      | -           | 47                     | 24                     | -                      | -                      |
| Герасимовка, село | -           | 1008                   | 1160                   | 1328                   | 1249                   |
| Козаче, село      | -           | 365                    | 346                    | 359                    | 335                    |
| Родовка, село     | -           | 4                      | 8                      | -                      | -                      |
| Тасоткель, село   | -           | 44                     | -                      | -                      | -                      |
| Українка, село    | -           | 617                    | 636                    | 681                    | 623                    |